# Championnat de Norvège de rugby à XV
Le championnat de Norvège de rugby à XV, dénommé NM 15s Rugby, rassemble les meilleurs clubs de rugby à XV de Norvège.

## Historique
La compétition est fondée en 1999. 

## Format
Les équipes disputent un mini-championnat à l'issue duquel les 2 premiers disputent la finale, les 2 suivants la 3e position et les 2 derniers la 5e place. Le vainqueur en 2014 est le club de Stavanger Rugby Klubb.

## Palmarès
| Saison          | Vainqueur             | Score   | Finaliste             |
| --------------- | --------------------- | ------- | --------------------- |
| 1999            | Bergen Rugby Klubb    | –       | -                     |
| 2000            | Bergen Rugby Klubb    | –       | Oslo Rugby Klubb      |
| 2001            | Bergen Rugby Klubb    | –       | Oslo Rugby Klubb      |
| 2002            | Oslo Rugby Klubb      | 15 - 6  | Bergen Rugby Klubb    |
| 2003            | Oslo Rugby Klubb      | 5 - 3   | Bergen Rugby Klubb    |
| 2004            | Bergen Rugby Klubb    | 14 - 11 | Oslo Rugby Klubb      |
| 2005            | Bergen Rugby Klubb    | 18 - 7  | Oslo Rugby Klubb      |
| 2006            | Bergen Rugby Klubb    | 23 - 3  | East Coast Barbarians |
| 2007            | Oslo Rugby Klubb      | –       | -                     |
| 18 octobre 2008 | Oslo Rugby Klubb      | 20 – 13 | Bergen Rugby Klubb    |
| 24 octobre 2009 | Bergen Rugby Klubb    | 31 - 24 | Stavanger Rugby Klubb |
| 2010            | Oslo Rugby Klubb      | 21 – 5  | Bergen Rugby Klubb    |
| 22 octobre 2011 | Oslo Rugby Klubb      | 6 – 5   | Bergen Rugby Klubb    |
| 27 octobre 2012 | Oslo Rugby Klubb      | 31 – 5  | Bergen Rugby Klubb    |
| 26 octobre 2013 | Bergen Rugby Klubb    | 17 – 9  | Oslo Rugby Klubb      |
| 11 octobre 2014 | Stavanger Rugby Klubb | 26 – 12 | Oslo Rugby Klubb      |
| 10 octobre 2015 | Stavanger Rugby Klubb | 16 – 0  | Bergen Rugby Klubb    |
| 15 octobre 2016 | Stavanger Rugby Klubb | 25 – 18 | Oslo Rugby Klubb      |
| 2017            | -                     | –       | -                     |

## Bilan
| Club                  | Titres | Premier(s) - Dernier(s) |
| --------------------- | ------ | ----------------------- |
| Bergen Rugby Klubb    | 8      | 1999-2013               |
| Oslo Rugby Klubb      | 7      | 2002-2012               |
| Stavanger Rugby Klubb | 3      | 2014-2016               |